# Schloss Treschklingen

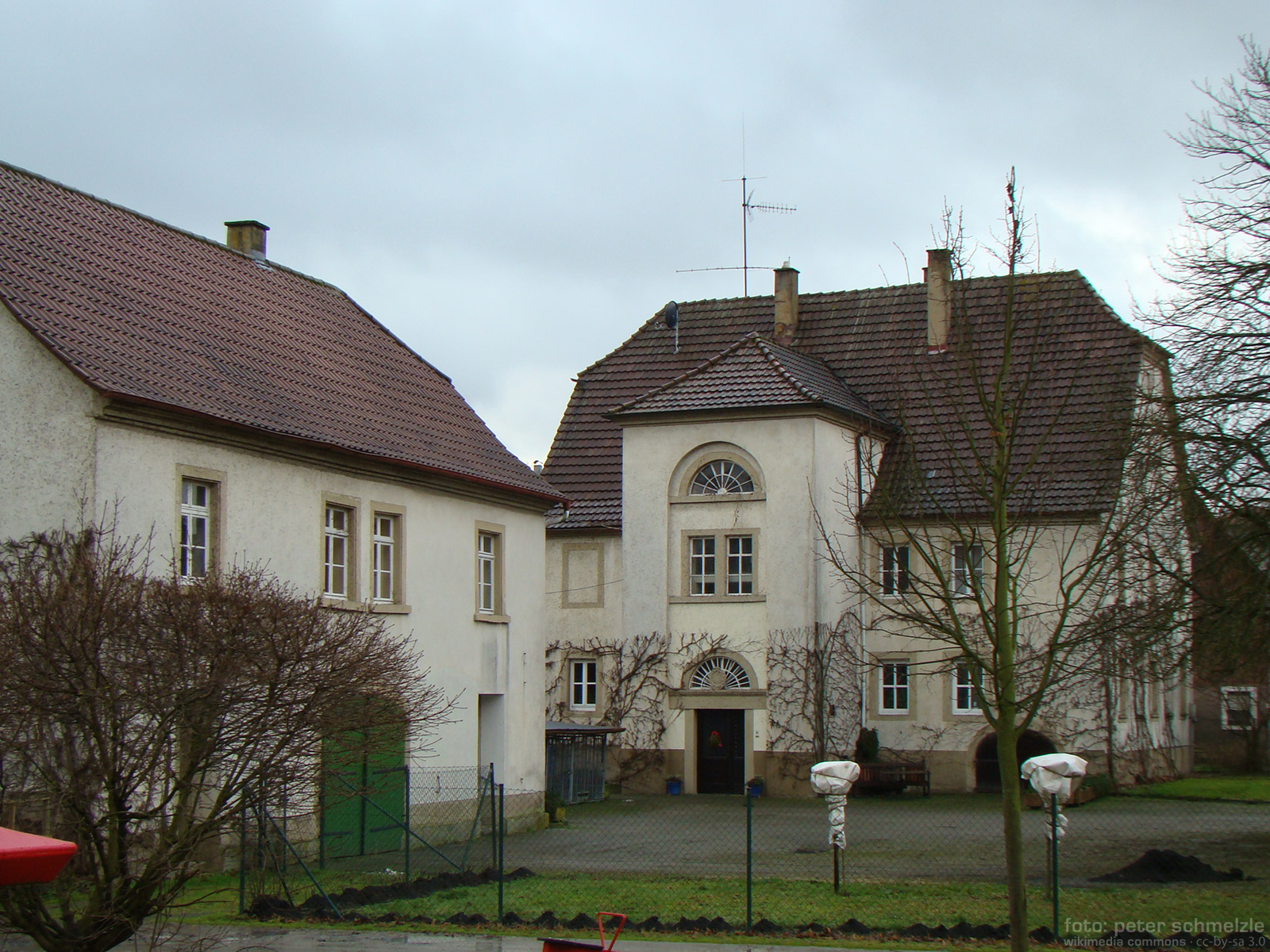
Die Reste des Gutshofs in Treschklingen: rechts das Schloss, links ein Nebengebäude

Das Schloss in Treschklingen, einem Stadtteil von Bad Rappenau im Landkreis Heilbronn im nördlichen Baden-Württemberg, wurde 1802 als Amtshaus an der Stelle eines älteren Herrensitzes erbaut. Zeitweilig saßen die Freiherren von Gemmingen auf dem Schlossgut, lange Jahre wurde es von Meiern bewirtschaftet. Von 1896 bis 1952 war es an die Zuckerfabrik in Waghäusel bzw. die Südzucker verpachtet.

## Geschichte

### Vorgängerbauten
In Treschklingen gab es bereits im späten Mittelalter zwei Herrensitze. 1470 werden eine alte und eine neue Burg erwähnt. Lehensbeschreibungen bis 1780 nannten immer zwei Herrensitze als Teil des Lehens. 1588 ließ Reinhard von Gemmingen (1532–1598) eine „ganz neue steinerne Behausung“ anstelle der alten Burg errichten. Diesen steinernen Herrensitz zerstörten 1693 im Pfälzischen Erbfolgekrieg französische Truppen, die Ruine blieb bis 1744 erhalten, danach wurden die Reste des Bauwerks abgetragen. 
Nachdem 1990 die Wirtschaftsgebäude des Treschklinger Gutshofs abgebrochen worden waren und man hier Bauland erschloss, traten im Jahr 1993 im Bereich des jetzigen Gebäudes Im Gutshof 13 Reste einer Quadermauer und eines Eichenbalkenrostes zu Tage, die man als Überreste der von Reinhard 1588 erbauten „steinernen Behausung“ ansieht. Nach den Funden muss die „steinerne Behausung“ wohl eine Wasserburg gewesen sein. Zum Standort der zweiten Burg gibt es keine sicheren Befunde.
Die Freiherren von Gemmingen residierten in der Neuzeit nur selten in Treschklingen, sondern ließen den Gutshof meist durch Meier bewirtschaften; ein repräsentativer Herrensitz am Ort war also nicht vonnöten. 1785 wurde Christoph Klenk als Meier genannt. 

### Das Schloss von 1802

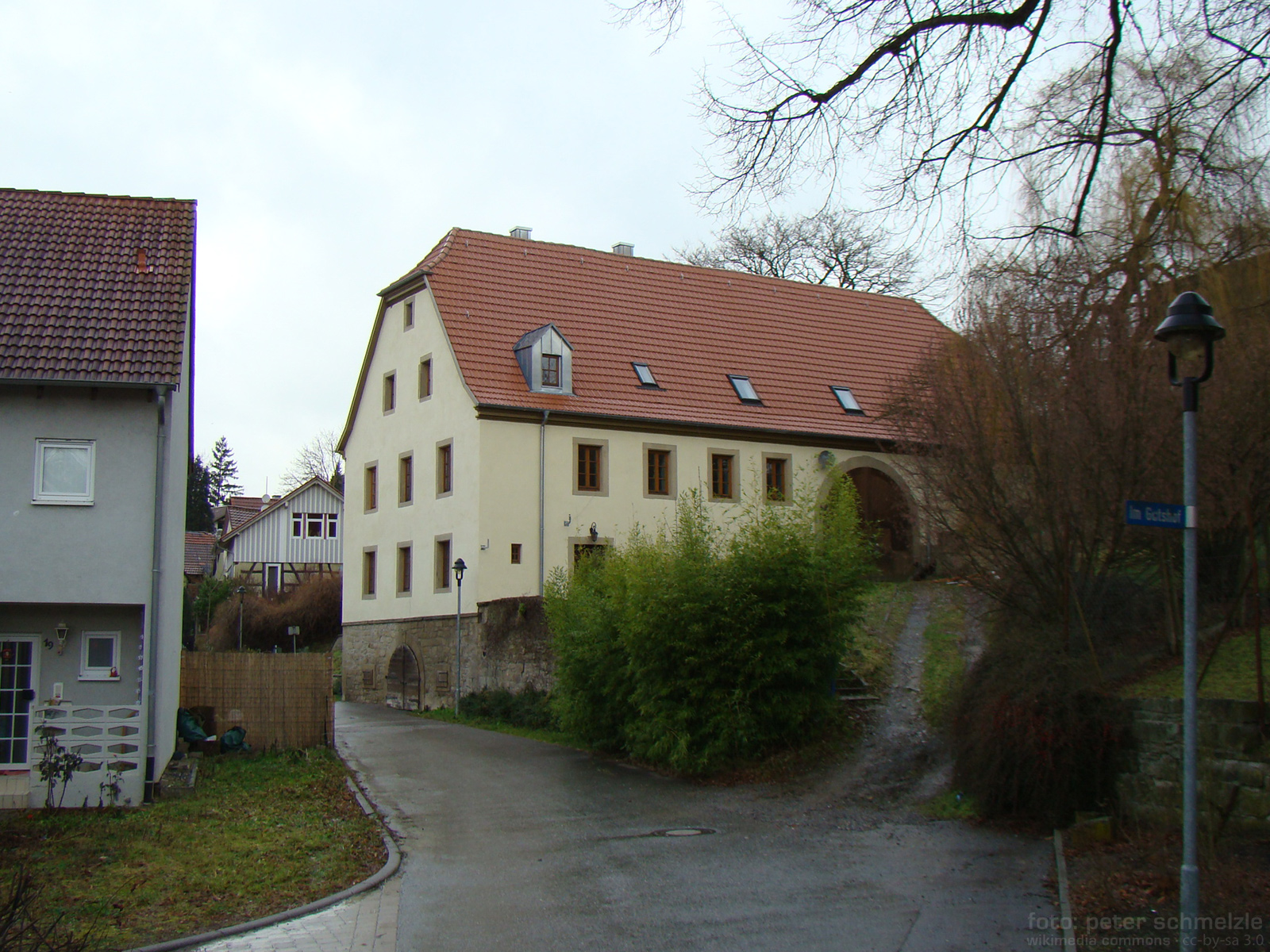
1806 wurde als Ersatz für das als Herrensitz genutzte Amtshaus dieses neue Amtshaus errichtet

Sigmund von Gemmingen (1724–1806) erbaute 1802 das heutige Schloss als Amtshaus. Ihm folgte Sigmund Johann Nepomuk von Gemmingen (1777–1843) nach, der die Güter in Treschklingen von 1803 bis 1813 selbst bewirtschaftete, das Amtshaus als Wohnsitz bezog und 1806 nordöstlich des Gebäudes ein neues Amtshaus errichten ließ.
Das Schloss ist ein zweigeschossiger Putzbau. 1832 wurde rückwärtig ein Treppenhaus mit zwei rundbogigen Fenstern in klassizistischem Stil angebaut. Das Schloss nahm im 19. Jahrhundert die südwestliche Ecke des nahezu rechtwinklig angelegten Gebäudebestands des Treschklinger Gutshofs ein. Längs der heutigen Straße Im Gutshof sowie zwischen dem Schloss und der Treschklinger Kirche standen große Wirtschaftsgebäude, daneben gab es mehrere Wohnhäuser für Beschäftigte.
Zum Gutshof zählten 1824 insgesamt 259 Morgen Äcker, 37 Morgen Wiesen und einige wenige Weinberge. Im späten 19. Jahrhundert umfasste das Meiereigut insgesamt 402 Morgen landwirtschaftliche Nutzfläche.
Sigmund Reinhard von Gemmingen (1819–1883) förderte bereits ab 1851 den Anbau von Zuckerrüben und verhandelte mit der Zuckerfabrik in Waghäusel sowie den Grundherren und Bauern der umliegenden Orte über die Lieferung von jährlich 100.000 Zentnern Zuckerrüben, was die Zuckerfabrik bewegen sollte, ein Trockenhaus in der Umgebung von Rappenau zu errichten. Die Zuckerfabrik errichtete zehn bis in die 1870er Jahre genutzte Trockenhäuser an anderen Orten, deren Belieferung von Treschklingen aus nicht rentabel war, so dass sich die groß angelegten Zuckerrübenpläne vorerst zerschlugen. Zahlreiche Landwirte waren aber durch den Gutsherren zum Anbau von Rüben angeregt worden. 
Im Sommer 1868 wurden die Meiereigebäude des Gutshofs durch Brandstiftung zerstört und anschließend wieder aufgebaut.
Sigmund Reinhard von Gemmingen starb 1883 ohne männliche Erben, so dass sein Treschklinger Besitz an seinen Bruder Adolph von Gemmingen (1822–1902) fiel. Dieser lebte in Fränkisch-Crumbach, weshalb er das Schlossgut wiederum verpachtet, von 1877 bis 1889 an Jacob Schmutz. Zahlreiche Einwohner Treschklingens waren im Gutshof als Tagelöhner beschäftigt oder verdingten sich in der Erntezeit als Erntehelfer.
Die Zuckerfabrik Waghäusel hatte die Rüben zunächst von einer Vielzahl von Kleinbauern bezogen, ab 1862 ging sie dazu über, größere Hofgüter zu pachten. 1896 pachtete die Zuckerfabrik (die spätere Südzucker) schließlich auch das Treschklinger Hofgut mit einer Fläche von 166 Hektar, auf 40 bis 50 Hektar davon baute sie Zuckerrüben an.
Nachdem der Pachtvertrag mit der Südzucker 1952 auslief, bewirtschaftete Gustav Freiherr von Gemmingen-Hornberg (1925–2005) das Hofgut. Er war von 1954 bis 1970 Bürgermeister von Treschklingen und von 1967 bis 1969 Mitglied des Deutschen Bundestags, um 1970 wirkte er fünf Jahre lang als Entwicklungshelfer in Afrika. Während dieser Zeit führte seine zweite Frau Gudrun geb. Heinzelmann den Gutshof, die dort bis 1986 auch eine Weber-Meisterwerkstätte betrieb. Später verpachtete Gustav von Gemmingen aus gesundheitlichen Gründen die Landwirtschaft wieder, verkaufte Teile des Schlossguts und schenkte kleinere Teile der Gemeinde Treschklingen zum Bau des Schulhauses, zur Anlage eines Sportplatzes und für die Friedhofserweiterung. 
1990 wurden die Wirtschaftsgebäude des Schlossguts abgerissen. Den nordwestlichen Bereich des einstigen Gutshofs überbaute man ab 1993 mit Wohnhäusern. Das eigentliche Schlossgebäude, ein Nebengebäude und den umliegenden Garten ausgenommen, ist von der Gutsanlage nichts mehr erhalten. Auf dem Treschklinger Friedhof nahe am Schloss steht die 1839 erbaute Gruftkapelle der Freiherren von Gemmingen.